# قفس بلبل‌ها
قفس بلبل‌ها (فرانسوی: La Cage aux rossignols‎) فیلمی فرانسوی به کارگردانی ژان درویل محصول سال ۱۹۴۵ است. این فیلم نامزد جایزه اسکار بهترین داستان شد و الهام بخش ساخت فیلم هم‌سرایان (۲۰۰۴) بود.